# Djaili Amadou Amal
Djaïli Amadou Amal (ur. 1975 w Maroua) – kameruńska pisarka i działaczka feministyczna.

## Życiorys
Urodziła się w 1975 roku w Maroua. Pochodzi z ludu Fulbe z północnego Kamerunu. Jej ojciec był Kameruńczykiem, a matka pochodziła z Egiptu. Jest absolwentką zarządzania.
Pisze po francusku. W swojej twórczości opisuje kulturę Fulbe i zwraca uwagę na problemy społeczne regionu, w szczególności na dyskryminację kobiet. W 2012 roku jej powieść Walaande została wyróżniona nagrodą Fundacji Księcia Clausa. W 2019 roku wygrała Prix Orange du livre en Afrique za powieść Munyal, les larmes de la patience, w której przełamuje tematy tabu, opisując zaaranżowane małżeństwa, przemoc domową, gwałt małżeński i wielożeństwo z punktu widzenia muzułmanek z Sahelu. Książka ukazała się we Francji po dodatkowej redakcji pod zmienionym tytułem Les Impatientes, znalazła się w finale Nagrody Goncourtów oraz została wyróżniona nagrodą Prix Goncourt des lycéens.
Pisarka angażuje się także w działalność na rzecz praw kobiet. W 2012 roku otrzymała stypendium dla liderów ambasady Stanów Zjednoczonych, które umożliwiło jej pobyt za granicą. Po powrocie do Kamerunu założyła organizację pozarządową Femmes du Sahel, której celem jest wspieranie praw kobiet i edukacji dziewcząt. Organizacja otrzymała wsparcie lokalnych przedsiębiorstw oraz ambasad USA i Francji. Amal także przyznała, że literatura jest dla niej sposobem na oddanie głosu kobiet w Kamerunie.

## Twórczość
- 2010: Walaande : l'art de partager un mari[3]
- 2013: Mistiriijo la mangeuse d’âmes[4]
- 2017: Munyal, les larmes de la patience; tytuł wyd. francuskiego: Les Impatientes[4], wyd. pol.: Niecierpliwe. Joanna Kluza (tłum.). Wydawnictwo NOWE, 2022. ISBN 978-83-670-2978-0. Brak numerów stron w książce
- 2022: Cœur du Sahel[9]